# Großsteingrab Drouwenerveld
Das Großsteingrab Drouwenerveld ist eine megalithische Grabanlage der jungsteinzeitlichen Westgruppe der Trichterbecherkultur bei Drouwen, einem Ortsteil von Borger-Odoorn in der niederländischen Provinz Drenthe. Das Grab wurde zwischen 1968 und 1970 archäologisch untersucht. Es trägt die van-Giffen-Nummer D26.

## Lage
Das Grab befindet sich südöstlich von Drouwen an der Grenze zwischen einem Feld und einem Waldstück. In der näheren Umgebung gibt es zahlreiche weitere Großsteingräber: 1,2 km nordöstlich befinden sich die beiden Großsteingräber bei Drouwen (D19 und D20), 1,7 km östlich die fünf Großsteingräber bei Bronneger (D21–D25), 2,1 km südöstlich das Großsteingrab Borger (D27) und 3,1 km südöstlich die beiden Großsteingräber bei Buinen (D28 und D29).

## Forschungsgeschichte

### 18. und 19. Jahrhundert
Die Existenz von Großsteingräbern bei Drouwen wurde erstmals 1711 von Ludolf Smids erwähnt. Eine weitere Erwähnung des Grabes erfolgte 1812 durch Nicolaus Westendorp. Leonhardt Johannes Friedrich Janssen, Kurator der Sammlung niederländischer Altertümer im Rijksmuseum van Oudheden in Leiden, besuchte 1847 einen Großteil der noch erhaltenen Großsteingräber der Niederlande, darunter auch das Grab von Drouwenerveld, und publizierte im folgenden Jahr das erste Überblickswerk mit Baubeschreibungen und schematischen Plänen der Gräber. Janssens Nachfolger Willem Pleyte unternahm 1874 zusammen mit dem Fotografen Jan Goedeljee eine Reise durch Drenthe und ließ dort erstmals alle Großsteingräber systematisch fotografieren. Auf Grundlage dieser Fotos fertigte er Lithografien an. Conrad Leemans, Direktor des Rijksmuseums, unternahm 1877 unabhängig von Pleyte eine Reise nach Drenthe. Jan Ernst Henric Hooft van Iddekinge, der zuvor schon mit Pleyte dort gewesen war, fertigte für Leemans Pläne der Großsteingräber an. Leemans’ Bericht blieb allerdings unpubliziert. 1878 erfolgte eine Untersuchung durch William Collings Lukis und Henry Dryden, die auf Anregung von Augustus Wollaston Franks die Provinz Drenthe bereisten und dabei sehr genaue Grundriss- und Schnittzeichnungen von 40 Großsteingräbern anfertigten. Die dabei gemachten Funde befinden sich heute im British Museum.

### 20. und 21. Jahrhundert
Zwischen 1904 und 1906 dokumentierte der Mediziner und Amateurarchäologe Willem Johannes de Wilde alle noch erhaltenen Großsteingräber der Niederlande durch genaue Pläne, Fotografien und ausführliche Baubeschreibungen. Seine Aufzeichnungen zum Grab von Drouwenerveld sind allerdings verloren gegangen. 1918 dokumentierte Albert Egges van Giffen die Anlage für seinen Atlas der niederländischen Großsteingräber. 1964 und 1965 wurden die Reste der steinernen Umfassung freigelegt. Zwischen 1968 und 1970 wurde die Grabkammer unter Leitung von Albert Egges van Giffen, Jan Albert Bakker und Willem Glasbergen archäologisch untersucht und anschließend restauriert. Das Grab in Drouwenerveld ist das bislang letzte Großsteingrab in den Niederlanden, das vollständig ausgegraben wurde. Seit 1993 ist die Anlage ein Nationaldenkmal (Rijksmonument). 2017 wurde die Anlage zusammen mit den anderen noch erhaltenen Großsteingräbern der Niederlande in einem Projekt der Provinz Drente und der Reichsuniversität Groningen von der Stiftung Gratama mittels Photogrammetrie in einem 3D-Atlas erfasst.

## Beschreibung

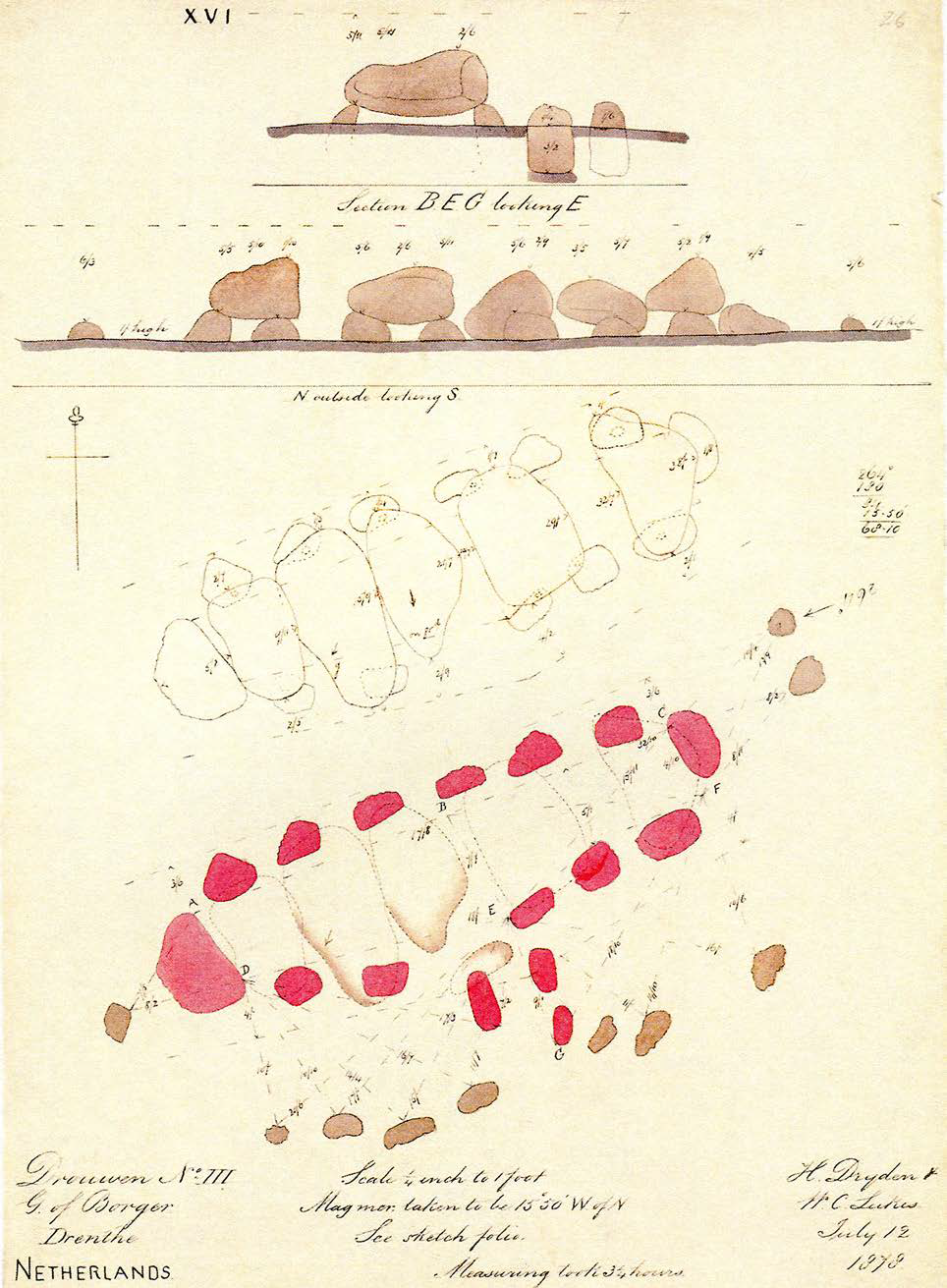
Schnittzeichnungen und Grundriss des Großsteingrabs Drouwenerveld (D26), angefertigt von Henry Dryden (1878)

Bei der Anlage handelt es sich um ein nordost-südwestlich orientiertes Ganggrab. Von der ovalen Umfassung sind noch etwa die Hälfte der Steine erhalten, von weiteren konnten die Standlöcher festgestellt werden. Die Grabkammer hat eine Länge von 12 m und eine Breite von etwa 3,8 m. Sie besteht aus sechs Wandsteinpaaren an den Langseiten und je einem Abschlussstein an den Schmalseiten. Von den ursprünglich sechs Decksteinen sind fünf erhalten, der zweite von Nordosten fehlt. An der Mitte der südlichen Langseite befindet sich der Zugang zur Kammer. Diesem ist ein Gang aus zwei Wandsteinpaaren vorgelagert.

## Funde

### Bestattungen
Aus dem Grab stammen Reste von Leichenbrand. Die geborgene Menge betrug nur 332 g. Die Knochen ließen sich fünf Individuen zuordnen: Das erste war ein Kind unbestimmten Geschlechts, das im Alter zwischen 0 und 6 Jahren verstorben war. Das zweite war eine jugendliche Person unbestimmten Geschlechts, die im Alter zwischen 12 und 15 Jahren verstorben war. Das dritte Individuum war vermutlich ein Mann, der im Alter zwischen 18 und 40 Jahren verstorben war. Das vierte war vermutlich eine Frau, die im Erwachsenenalter verstorben war. Das fünfte Individuum war eine erwachsene Person unbestimmten Geschlechts, die vor ihrem 60. Lebensjahr verstorben war.

### Beigaben
Bei der Untersuchung des Grabes zwischen 1968 und 1970 wurden die Scherben von 157 Gefäßen der Trichterbecherkultur gefunden. Die Keramik datiert von der späten Stufe 2 oder frühen Stufe 3 bis zur frühen Stufe 5 des von Anna Brindley aufgestellten typologischen Systems der Trichterbecher-Westgruppe. Dies entspricht etwa dem Zeitraum 3300–3075 v. Chr. Weitere Keramikfunde stammen aus dem Spätneolithikum und aus der Eisenzeit.
Im Grab wurden auch geringe Reste von verbrannten Tierknochen gefunden. Die geborgene Menge betrug 17 g. Ein Teil der Knochen stammte vom Schwein und von einem Caniden. Ob es sich um Reste von Werkzeugen oder von Speiseopfern handelte, ließ sich nicht mehr feststellen.